# Il Giallo Mondadori dal 1901 al 2000
|  | I 100 precedenti: Il Giallo Mondadori dal 1801 al 1900 |

## Dal n.1901 al n.2000
| N.   | Titolo italiano                       | Autore                            | Titolo originale                      | Pubblicazione     |
| ---- | ------------------------------------- | --------------------------------- | ------------------------------------- | ----------------- |
| 1901 | Più tardi da Amelia                   | Claudia Salvatori                 |                                       | 7 luglio 1985     |
| 1902 | Poliziotto allo sbaraglio             | Lillian O' Donnell                | Cop Without A Shield                  | 14 luglio 1985    |
| 1903 | Il prezzo del tradimento              | Francis Durbridge                 | The Breakaway                         | 21 luglio 1985    |
| 1904 | Quella buia notte di settembre        | Ruth Rendell                      | A Guilty Thing Surprised              | 28 luglio 1985    |
| 1905 | Alibi per due                         | Ed McBain                         | Jack and the Beanstalk                | 4 agosto 1985     |
| 1906 | Il seme della follia                  | Ellery Queen                      | The Madman Theory                     | 11 agosto 1985    |
| 1907 | Il lago d'oro                         | Carter Dickson                    | The Gilded Man                        | 18 agosto 1985    |
| 1908 | Wycliffe e i quattro fanti            | W.J. Burley                       | Wycliffe and the Four Jack            | 25 agosto 1985    |
| 1909 | Lamento per una signora               | Margot Arnold                     | Lament for a Lady Laird               | 1º settembre 1985 |
| 1910 | La trappola di Apollo                 | Rufus King                        | The Deadly Dove                       | 8 settembre 1985  |
| 1911 | L'uomo che morì due volte             | Roy Lewis                         | Once Dying, Twice Dead                | 15 settembre 1985 |
| 1912 | Il ladro che dipingeva come Mondrian  | Lawrence Block                    | The Burglar Who Painted Like Mondrian | 22 settembre 1985 |
| 1913 | Giro vizioso                          | John Wainwright                   | The Ride                              | 29 settembre 1985 |
| 1914 | Che diavolo di nonna                  | Richard Barth                     | The Condo Kill                        | 6 ottobre 1985    |
| 1915 | Il caso Veronica Dean                 | Hillary Waugh                     | The Veronica Dean Case                | 13 ottobre 1985   |
| 1916 | Ombre nella notte                     | Bill Pronzini                     | Nightshades                           | 20 ottobre 1985   |
| 1917 | Witness, il testimone                 | William Kelley & Earl W. Wallace  | Witness                               | 27 ottobre 1985   |
| 1918 | Tutti e nessuno                       | Ruth Dudley Edwards               | Corridors of Death                    | 3 novembre 1985   |
| 1919 | Il prezzo del silenzio                | Hugh Pentecost                    | The Price of Silence                  | 10 novembre 1985  |
| 1920 | Il fu James Knowlands                 | Harry Carmichael                  | James Knowlands: Deceased             | 17 novembre 1985  |
| 1921 | La parola a Maitland                  | Sara Woods                        | Willains By Necessity                 | 24 novembre 1985  |
| 1922 | A corpo morto                         | John D. MacDonald                 | Free Fall in Crimson                  | 1º dicembre 1985  |
| 1923 | Un delitto in ogni porto              | M.H. Holcroft                     | A Death in Every Port                 | 8 dicembre 1985   |
| 1924 | Natale a sangue freddo                | William L. DeAndrea               | Killed on the Ice                     | 15 dicembre 1985  |
| 1925 | Fulmini sull'87º Distretto            | Ed McBain                         | Lighning                              | 22 dicembre 1985  |
| 1926 | Quando il passato uccide              | Patricia Wentworth                | Miss Silver Intervenes                | 29 dicembre 1985  |
| 1927 | Qualcuno doveva morire                | Jan Roffman                       | Why Someone Had to Die                | 5 gennaio 1986    |
| 1928 | Artigli sulla città                   | William Bayer                     | Peregrine                             | 12 gennaio 1986   |
| 1929 | Aspettando l'eredità                  | John Penn                         | A Deadly Sickness                     | 19 gennaio 1986   |
| 1930 | Il caso Nerissa Claire                | Hillary Waugh                     | The Nerissa Claire Case               | 26 gennaio 1986   |
| 1931 | Il sergente Beef fa quadrato          | Leo Bruce                         | Case With Ropes and Rings             | 2 febbraio 1986   |
| 1932 | Il vento dell'odio                    | Margot Arnold                     | Death on the Dragon Tongue            | 9 febbraio 1986   |
| 1933 | Il giardino del diavolo               | Victor Canning                    | Fall From Grace                       | 16 febbraio 1986  |
| 1934 | Paura a Lakeview                      | Hugh Pentecost                    | The Copycat Killers                   | 23 febbraio 1986  |
| 1935 | Violenza nella notte                  | Joseph Hansen                     | Nightwork                             | 2 marzo 1986      |
| 1936 | Maitland e il pittore maledetto       | Sara Woods                        | Defy the Devil                        | 9 marzo 1986      |
| 1937 | Quel cane del presidente              | Stuart M. Kaminsky                | The Fala Factor                       | 16 marzo 1986     |
| 1938 | Profondo sonno                        | Rosemary Kutak                    | Darkness of Slumber                   | 23 marzo 1986     |
| 1939 | A colpi di cristallo                  | Elizabeth Ferrars                 | The Crime and the Crystal             | 30 marzo 1986     |
| 1940 | Quando Sarah si veste di giallo       | Ed McBain                         | Snow White and Rose Red               | 6 aprile 1986     |
| 1941 | Briciole di indizi                    | Bruce Graeme                      | Invitation to Mather                  | 13 aprile 1986    |
| 1942 | Morte di una farfalla                 | Margaret Maron                    | Death of a Butterfly                  | 20 aprile 1986    |
| 1943 | E polvere ritornerai                  | Lesley Grant-Adamson              | Patterns in the Dust                  | 27 aprile 1986    |
| 1944 | Nella buona e nella cattiva sorte     | Louis C. Thomas                   | Pour le meilleur et pour le pire      | 4 maggio 1986     |
| 1945 | All'ultimo respiro                    | Reed Stephens                     | The Man Who Risked His Partner        | 11 maggio 1986    |
| 1946 | Omicidio al campus                    | Eric B. Ruark                     | Ram: the Campus Killing               | 18 maggio 1986    |
| 1947 | Tranne il cadavere                    | Barbara Kennedy                   | The Uninvited Guest                   | 25 maggio 1986    |
| 1948 | Oltre la colpa                        | Stephen Greenleaf                 | Beyond Blame                          | 1º giugno 1986    |
| 1949 | Il veleno dei Majors                  | Doug Hornig                       | Foul Shot                             | 8 giugno 1986     |
| 1950 | In Hyde Park si muore                 | Elliott Roosevelt                 | The Hyde Park Murder                  | 15 giugno 1986    |
| 1951 | Errore blu                            | William G. Tapply                 | The Dutch Blue Error                  | 22 giugno 1986    |
| 1952 | Toby Peters alle corde                | Stuart M. Kaminsky                | Down for the Count                    | 29 giugno 1986    |
| 1953 | La tana dell'oste                     | Nino Filastò                      |                                       | 6 luglio 1986     |
| 1954 | Otto cavalli neri per l'87º Distretto | Ed McBain                         | Eight Black Horses                    | 13 luglio 1986    |
| 1955 | Chi muore e chi mente                 | Ruth Rendell                      | Some Lie and Some Die                 | 20 luglio 1986    |
| 1956 | Vittime innocenti                     | Collin Wilcox                     | Victims                               | 27 luglio 1986    |
| 1957 | Nero Wolfe: delitto in Mi minore      | Robert Goldsborough               | Murder in E minor                     | 3 agosto 1986     |
| 1958 | E bravo Dortmunder                    | Donald E. Westlake                | Good Behavior                         | 10 agosto 1986    |
| 1959 | Cruciverba con delitto                | Herbert Resnicow                  | Murder Across and Down                | 17 agosto 1986    |
| 1960 | Maitland: entra la Corte              | Sara Woods                        | Proceed to Judgement                  | 24 agosto 1986    |
| 1961 | Il caso Billy Cantrell                | Hillary Waugh                     | The Billy Cantrell Case               | 31 agosto 1986    |
| 1962 | Detective per non morire              | Jeffrey Ashford                   | An Ideal Crime                        | 7 settembre 1986  |
| 1963 | Stesso giorno, stessa ora             | Leo Bruce                         | Neck and Neck                         | 14 settembre 1986 |
| 1964 | La sfida del corvo                    | Ruth Rendell                      | An Unkindness of Ravens               | 21 settembre 1986 |
| 1965 | Giorni da cane                        | Dick Lochte                       | Sleeping Dog                          | 28 settembre 1986 |
| 1966 | Ombre sul passato                     | Bill Pronzini                     | Bones                                 | 5 ottobre 1986    |
| 1967 | Sapore di paura                       | Margaret Millar                   | Taste of Fears                        | 12 ottobre 1986   |
| 1968 | Un attico nel fango                   | Brian Lysaght                     | Sweet Deals                           | 19 ottobre 1986   |
| 1969 | L'ascia, il koto e il crisantemo      | Seishi Yokomizo                   | 犬神家の一族 Inugamike no Ichizoku    | 26 ottobre 1986   |
| 1970 | La terza vittima                      | Margaret Maron                    | Death in Blue Folders                 | 2 novembre 1986   |
| 1971 | Troppo tardi per morire               | Bill Crider                       | Too Late to Die                       | 9 novembre 1986   |
| 1972 | Una sola legge per Maitland           | Sara Woods                        | Away With Them to Prison              | 16 novembre 1986  |
| 1973 | Delitto a tempo di rock               | Francis Durbridge                 | Paul Temple and the Margo Mystery     | 23 novembre 1986  |
| 1974 | A due passi dal delirio               | Liza Cody                         | Head Case                             | 30 novembre 1986  |
| 1975 | Un mosaico di bugie                   | Edward Mathis                     | From a High Place                     | 7 dicembre 1986   |
| 1976 | Stanze nel buio                       | Lillian O'Donnell                 | Casual Affairs                        | 14 dicembre 1986  |
| 1977 | Non c'è pace per gli innocenti        | Mignon G. Eberhart                | A Fighting Chance                     | 21 dicembre 1986  |
| 1978 | Morte di un cliente                   | Mark Sadler                       | Deadly Innocents                      | 28 dicembre 1986  |
| 1979 | Il prezzo del delitto                 | Barbara Paul                      | Kill Fee                              | 4 gennaio 1987    |
| 1980 | Caccia al morto                       | Douglas Heyes                     | The Kill                              | 11 gennaio 1987   |
| 1981 | Incontro al delitto                   | Elizabeth Ferrars                 | I Met Murder                          | 18 gennaio 1987   |
| 1982 | Colpo grosso alla Central Bank        | Jean Laterguy                     | L'or de Baal                          | 25 gennaio 1987   |
| 1983 | A qualcuno piace morta                | John Lutz                         | The Right to Sing the Blues           | 1º febbraio 1987  |
| 1984 | Una libertà molto condizionata        | Joe Gores                         | Come Morning                          | 8 febbraio 1987   |
| 1985 | L'ultima sinfonia                     | Thomas Hauser                     | Beethoven Conspiracy                  | 15 febbraio 1987  |
| 1986 | Virgil Tibbs a Singapore              | John Ball                         | Singapore                             | 22 febbraio 1987  |
| 1987 | Alias Cenerentola                     | Ed McBain                         | Cinderella                            | 1º marzo 1987     |
| 1988 | Wycliffe e la vergine silenziosa      | W.J. Burley                       | Wycliffe and the Quiet Virgin         | 8 marzo 1987      |
| 1989 | Il camaleonte rosso                   | Stuart M. Kaminsky                | Red Chameleon                         | 15 marzo 1987     |
| 1990 | Morte di una ninfa                    | David Delman                      | Death of a Nymph                      | 22 marzo 1987     |
| 1991 | Seminario con delitto                 | B. M. Gill                        | Seminar for Murder                    | 29 marzo 1987     |
| 1992 | La stagione dell'odio                 | Michael Malone                    | Uncivil Seasons                       | 5 aprile 1987     |
| 1993 | Il segreto di Jennifer                | Sara Woods                        | Most Deadly Hate                      | 12 aprile 1987    |
| 1994 | Se dovessi morire                     | M.R. Henderson                    | If I Should Die                       | 19 aprile 1987    |
| 1995 | Ritratto in controluce                | John Wainwright                   | Portrait in Shadows                   | 26 aprile 1987    |
| 1996 | Il sospetto                           | L.R. Wright                       | The Suspect                           | 3 maggio 1987     |
| 1997 | La complice                           | Louis C. Thomas                   | La complice                           | 10 maggio 1987    |
| 1998 | Notte buia per il rabbino             | Joseph Teluskin                   | The Unorthodox Murder of Rabbi Wahl   | 17 maggio 1987    |
| 1999 | In nome del diavolo                   | Elizabeth Ferrars                 | The Other Devil's Name                | 24 maggio 1987    |
| 2000 | Dentro la notte                       | Cornell Woolrich & Lawrence Block | Into the Night                        | 31 maggio 1987    |

|  | I 100 successivi: Il Giallo Mondadori dal 2001 al 2100 |